# Euprosthenops pavesii
Euprosthenops pavesii är en spindelart som beskrevs av Roger de Lessert 1928. Euprosthenops pavesii ingår i släktet Euprosthenops och familjen vårdnätsspindlar. Inga underarter finns listade i Catalogue of Life.